# NHK新潟放送局
NHK新潟放送局，又译NHK新潟广播电视台，是日本放送協會位於新潟縣新潟市、負責主管新潟縣事務的地方广播电视台（放送局）。開設於1931年11月11日。

## 频道频率一览

### 电视频道
- NHK综合频道（呼号JOQK-DTV）
- NHK教育频道（呼号JOQB-DTV）

### 广播频率
- NHK第一套广播（呼号JOQK）
- NHK第二套广播（呼号JOQB）
- NHK调频广播（呼号JOQK-FM）

## 外部連結
- NHK新潟放送局 （页面存档备份，存于）
- NHKにいがた的X（前Twitter）